# Municipio Miranda (Mérida)
El Municipio Miranda es uno de los 23 municipios del Estado Mérida de Venezuela. Tiene una superficie de 408 km² y según estimaciones del INE su población para 2010 será de 25 035 habitantes. Su capital es la población de Timotes. El municipio está dividido en cuatro parroquias, Andrés Eloy Blanco, La Venta, Piñango y Timotes.
La actividad agrícola constituye el eje central de la economía municipal, destacando entre sus principales rubros la lechuga, zanahoria, repollo, papa, fresa y mora, productos que encuentran condiciones agroclimáticas ideales para su cultivo en la región.
El sector ganadero también tiene una presencia significativa, con una especialización en la cría de ganado bovino y la producción de leche, lo que contribuye al abastecimiento de productos lácteos en el ámbito local y regional.
Paralelamente, se ha consolidado una actividad florícola de importancia comercial, centrada en el cultivo de crisantemos, claveles y pompones, destinados tanto al mercado nacional como a circuitos de ornamentación y eventos.

## Historia
En 1904 se decreta la creación del Distrito Miranda conformado por las parroquias Timotes, Chachopo, Palmira y Pueblo Llano; luego en los ochenta tras el inicio de modificaciones político territoriales en el Estado Mérida pasa a administrar la parroquia Piñango que pertenecía al antiguo Distrito Justo Briceño, hoy Municipio Justo Briceño. En 1988 pierde parte de su territorio al declararse los municipios Pueblo Llano y Julio César Salas, el 15 de enero de 1992 se decide transferir la Parroquia Palmira al recién creado Municipio Julio César Salas quedando así definitivamente con el actual territorio del municipio. Miranda esta actualmente dividida en cuatro (4) parroquias, Andrés Eloy Blanco, La Venta, Piñango y Timotes.

## Geografía
Se encuentra ubicado en una región predominantemente montañosa, en Los Andes venezolanos. Su vegetación es propia de páramo presentando abundantes gramíneas y arbusto de pequeño tamaño, el bosque húmedo montano alto y el bosque húmedo seco bajo dominan la región. Tiene una temperatura promedio anual de 13,5 °C con precipitaciones anuales de 1.300 mm, la altitud se ubica entre los 1.800 y los 4.200 m s. n. m. Su fauna está en peligro de extinción, se encuentra el oso frontino y el cóndor de los Andes. El principal curso de agua es el río Motatán.

## Parroquias
1. Parroquia Andrés Eloy Blanco
2. Parroquia La Venta (La Venta)
3. Parroquia Piñango
4. Parroquia Timotes

## Política y gobierno

### Alcaldes
| Período     | Alcalde                | Partido político / Alianza | % de votos | Notas |
| ----------- | ---------------------- | -------------------------- | ---------- | --- |
| 1989 - 1992 | Mary Nava de Montilla  |                            | 51,64      | Primera alcaldesa bajo elecciones directas |
| 1992 - 1995 | Mary Nava de Montilla  |                            | 46,61      | Reelecta |
| 1995 - 2000 | Pánfilo Briceño        |                            | -          | Segundo alcalde bajo elecciones directas (se realizaron elecciones generales adelantadas en el 2000 debido a la aprobación de la Constitución de 1999) |
| 2000 - 2004 | Ibrahím Ramírez        |                            | 40,66      | Tercer alcalde bajo elecciones directas |
| 2004 - 2008 | Jesús María Espinosa   |                            | 60,24      | Cuarto alcalde bajo elecciones directas |
| 2008 - 2013 | José Olmos             |                            | 51,34      | Quinto alcalde bajo elecciones directas (se postergan 1 año las elecciones municipales pautadas para finales del 2012)                                 |
| 2013 - 2017 | José Concepción Rivera |                            | 53,75      | Sexto alcalde bajo elecciones directas |
| 2017 - 2021 | Rolando Andrade        |                            | 51,10      | Séptimo alcalde bajo elecciones directas |
| 2021 - 2025 | José Concepción Rivera |                            | 34,25      | Octavo alcalde bajo elecciones directas |

### Concejo municipal
Período 1989 - 1992
| Concejales:               | Partido político / Alianza |
| ------------------------- | -------------------------- |
| José Cristobal Sandoval   | AD                         |
| Amador Rivas              | AD                         |
| Ibrahim Ramírez           | AD                         |
| Marcos Fernández          | AD                         |
| Alí Antonio Nava Montilla | COPEI                      |
| Pablo Villamizar          | COPEI                      |
| Alfonzo Rivas Araujo      | COPEI                      |

Período 1992 - 1995
| Concejales:             | Partido político / Alianza |
| ----------------------- | -------------------------- |
| José Cristobal Sandoval | AD                         |
| Amador Rivas            | AD                         |
| Ibrahim Ramírez         | AD                         |
| Alcangel Salcedo        | COPEI                      |
| José Román Rondón       | COPEI                      |
| Delmo Santiago          | COPEI                      |
| Javier Araujo           | MAS                        |

Período 1995 - 2000
| Concejales:             | Partido político / Alianza |
| ----------------------- | -------------------------- |
| José Cristóbal Sandoval | AD                         |
| Ibrahim Ramírez         | AD                         |
| Amador Rivas            | AD                         |
| Rolando Gómez           | AD                         |
| José Roman Rondon       | COPEI                      |
| Delmo Santiago          | COPEI                      |
| Josefina de Salcedo     | CONVERGENCIA               |

Período 2000 - 2005
| Concejales:          | Partido político / Alianza |
| -------------------- | -------------------------- |
| José Olmos           | AD                         |
| Carmen Carrillo      | AD                         |
| Ramon Romero         | AD                         |
| Leonardo Albarrán    | AD                         |
| Publio Araujo        | MAS                        |
| Jesus María Espinoza | MAS                        |
| Tiodoro Espinoza     | MVR                        |

Período 2005 - 2013
| Concejales:            | Partido político / Alianza |
| ---------------------- | -------------------------- |
| Ana Elsy Rondon        | MVR                        |
| Carmen Gamboa          | MVR                        |
| Pedro Pablo Villarreal | MVR                        |
| José Gregorio Rivera   | MVR                        |
| Rigoberto Paredes      | MVR                        |
| José Concepcion Rivera | MVR                        |
| José Olmos             | AD                         |

Período 2013 - 2018:
| Concejales         | Partido político / Alianza |
| ------------------ | -------------------------- |
| Carmen Rivera      | PSUV                       |
| Ida Rivera         | PSUV                       |
| Carmen Colmenares  | PSUV                       |
| Honorio Andrade    | PSUV                       |
| Ramón Santiago     | PSUV                       |
| Maria Barrios      | PSUV                       |
| Abad Antonio Parra | AD/MUD                     |

Período 2018 - 2021
| Concejales      | Partido político / Alianza |
| --------------- | -------------------------- |
| Freddy Rivera   | PSUV                       |
| Carmen Rivera   | PSUV                       |
| Maria Ramírez   | PSUV                       |
| Maria García    | PSUV                       |
| Horacio La Cruz | PSUV                       |
| Yorman Moreno   | PSUV                       |
| Maria Santiago  | PSUV                       |

Período 2021 - 2025
| Concejales            | Partido político / Alianza |
| --------------------- | -------------------------- |
| Ramon Ramírez         | PSUV                       |
| Eliana Ruz            | PSUV                       |
| Maria Rivas           | PSUV                       |
| Eriberta Gómez        | PSUV                       |
| Alix Rivera           | PSUV                       |
| José Gregorio Morales | FV                         |
| Evelin Rivera         | MUD                        |